# الكسندر أرمسترونغ
الكسندر أرمسترونغ (بالإنجليزية: Alexander Armstrong)‏ هو لاعب اتحاد الرغبي أسترالي، (و. 1898  م).